# El poder del mito
El poder del mito (en original en inglés The Power of Myth) es un libro basado en el documental de PBS de 1988 Joseph Campbell y el poder del mito (Joseph Campbell and the Power of Myth). El documental fue emitido originalmente como seis conversaciones de una hora entre el mitólogo Joseph Campbell (1904-1987) y el periodista Bill Moyers. Forma parte de su Obra completa.

## Visión de conjunto
Las entrevistas en los primeros cinco episodios fueron filmadas en el Rancho Skywalker de George Lucas en California, con la sexta entrevista realizada en el Museo Americano de Historia Natural en Nueva York, durante los dos últimos veranos de la vida de Campbell (la serie fue transmitida por televisión un año después de su muerte). En estas discusiones Campbell presenta sus ideas acerca de la mitología comparada y el papel continuo del mito en la sociedad humana. Estas conversaciones incluyen extractos de la obra seminal de Campbell El héroe de las mil caras.

## Serie documental
La serie documental Joseph Campbell y el poder del mito fue emitida en seis episodios:
- Episodio 1: El viaje del héroe (The Hero's Adventure, primera emisión 21 de junio de 1988 en PBS)
- Episodio 2: El mensaje del mito (The Message of the Myth, primera emisión 22 de junio de 1988 en PBS)
- Episodio 3: Los primeros narradores (The First Storytellers, primera emisión 23 de junio de 1988 en PBS)
- Episodio 4: Sacrificio y dicha (Sacrifice and Bliss, primera emisión 24 de junio de 1988 en PBS)
- Episodio 5: El amor y la diosa (Love and the Goddess, primera emisión 25 de junio de 1988 en PBS)
- Episodio 6: Máscaras de la eternidad  (Masks of Eternity, primera emisión 26 de junio de 1988 en PBS)

## Transcripción en libro
El libro que acompaña a la serie, El poder del mito (Joseph Campbell, Bill Moyers y la editora Betty Sue Flowers), fue publicado en 1988, al mismo tiempo que la serie se emitió en PBS. El libro sigue el formato del documental y ofrece discusiones adicionales no incluidas en la versión original de seis horas.
Capítulos:
1. El mito y el mundo moderno (Myth and the Modern World)
2. El viaje interior (The Journey Inward)
3. Los primeros narradores (The First Storytellers)
4. Sacrificio y dicha (Sacrifice and Bliss)
5. El viaje del héroe (The Hero's Adventure)
6. El regalo de la diosa (The Gift of the Goddess)
7. Cuentos de amor y matrimonio (Tales of Love and Marriage)
8. Máscaras de la eternidad (Masks of Eternity)
9. El cuento de Buda (The Tale of Buddha)

## Edición en castellano
- Campbell, Joseph (2016). El poder del mito. Entrevista con Bill Moyers. Traducción César Aira. Rústica. 300 páginas, Colección Ensayo. Madrid: Editorial Capitán Swing. ISBN 978-84-944445-9-3.
- – (1991). El poder del mito. Barcelona: Publicaciones y Ediciones Salamandra. ISBN 978-84-7888-066-9.